# David Dewaele
David Dewaele, né le 19 mars 1976 à Hazebrouck (Nord-Pas-de-Calais) sous le nom de David Sébastien Dewaele et mort le 27 février 2013 à Hazebrouck, est un acteur français.

## Carrière
En 2006, il rencontre le réalisateur Bruno Dumont qui l'engage pour son film Flandres. Il retrouve le même réalisateur en 2009 pour Hadewijch où il joue à nouveau un rôle secondaire. En 2011, Bruno Dumont donne à Dewaele son premier rôle principal, celui du « Gars », dans le film Hors Satan.
Le 27 février 2013, David Dewaele meurt dans sa ville natale des suites d'un accident vasculaire cérébral,.

## Filmographie
- 2006 : Flandres
- 2009 : Hadewijch
- 2011 : Hors Satan